# Restinclières
Restinclières – miejscowość i gmina we Francji, w regionie Oksytania, w departamencie Hérault.
Według danych na rok 1990 gminę zamieszkiwało 781 osób, a gęstość zaludnienia wynosiła 120 osób/km² (wśród 1545 gmin Langwedocji-Roussillon Restinclières plasuje się na 407. miejscu pod względem liczby ludności, natomiast pod względem powierzchni na miejscu 933.).